# Couchsurfing
Couchsurfing International Inc. er et internetbaseret socialt netværk startet i 2004 som har til formål at skabe kontakt mellem rejsende (kaldet "surfers") og frivillige værter (kaldet "hosts").

## Medlemskab
Tilmelding er gratis. Herefter kan brugerne søge efter værter i andre byer, lede efter surfere, netværke med brugere i hele verden, deltage i gruppedebatter og meget andet. Efter at have surfet hos eller været vært for en anden bruger kan man skrive anmeldelser af sine oplevelser (kaldt "referencer"). Referencer vises på brugerens profil til gavn for andre.

## Demografi
I oktober 2014 var der over 9 millioner registrerede brugere af Couchsurfing. På det samme tidspunkt var Couchsurfing repræsenteret i mere end 120.000 forskellige byer i 250 stater og territorier. Gennemsnitsalderen for brugerne er 28 år. 

## Sikkerhed
Sikkerhed har længe været et omdiskuteret emne blandt brugerne på Couchsurfing.com. Flere ubehagelige sager om tyveri, misbrug, identitetsforfalskning, voldtægter etc. er dukket op indenfor de seneste par år. Hos Couchsurfing.com understreger man at "all members are responsible for their own safety". 
Om end oprettelse på Couchsurfing.com er gratis, opfordres brugerne stærkt til at verificere deres konto for at andre brugere skal føle sig sikre på at de er den person som de udgiver sig for at være. Verifikation kan ske på flere måder. 
At verificere med betaling indebærer at brugeren kan verificere enten at have adgang til et kreditkort eller en Paypal-konto og er i stand til at betale 25$ per år. 
Det er også muligt at verificere fx postadresse (behøver ikke være den postadresse som man har valgt at opgive til siden - dette er dog valgfrit) eller telefonnummer (anonyme taletidskort kan anvendes til dette) samt at forbinde sin bruger med Facebook, hvilket ifølge Couchsurfing.com øger sikkerheden - om end Couchsurfing.com reelt ikke kan verificere om fx en Facebook-konto er ægte. 
Brugere, som ikke ønsker at verificere med betaling, kan undlade dette men vil således ikke være i stand til at opnå en komplet udfyldt profil.
Verifikations-systemets brugbarhed er omdiskuteret netop fordi ingen af disse metoder reelt verificerer at personen bag brugernavnet er troværdig. Tværtimod mener flere at systemet giver især nye brugere en falsk tryghedsfornemmelse hvorfor de risikerer at overse faresignaler.
Foruden verifikations-systemet kan brugere - både hosts og surfers - efterlade referencer til hinanden efter at have mødtes. Referencer er synlige på en brugers profil og kan både være positive, negative eller neutrale. Couchsurfing.com anbefaler at man efterlader referencer, også hvis oplevelsen har været negativ, men har dog førhen fjernet negative referencer efter at have vurderet at de enten var falske, unfair eller skrevet med ønske om på uretfærdig vis at skade den modtagende bruger. 
Referencer forsvinder ydermere hvis en bruger vælger at slette sin profil fra siden. Det er set at en bruger har efterladt en negativ reference efter at være blevet forulempet for derefter at blive truet af forulemperen indtil de valgte at opgive Couchsurfing og slette deres profil helt - og dermed også den negative reference som kunne have advaret andre brugere om potentiel fare. 
Et vouching-system, som gav brugerne mulighed for at udtrykke deres uforbeholdne tillid til en anden bruger til gavn for andre, blev fjernet i November 2014. 
Tidligere CEO for Couchsurfing, Tony Espinoza, udtalte i 2013 at ingen af de implementerede sikkerhedsforanstaltninger reelt er pålidelige og at seksuelt misbrug finder sted, også blandt sidens såkaldte "ambassadører" - om end mange af denne type situationer må antages aldrig at have være blevet anmeldt på grund af frygt for hævnaktioner, chikane eller manglende tro på og erfaring med internationale politiorganisationer.
Af større sager om kriminelle forhold hvori Couchsurfing.com har spillet en afgørende rolle kan nævnes:
1. 5. marts 2009 i Leeds, Storbritannien, blev en ung kvindelig surfer fra Hong Kong voldtaget og udsat for mordtrusler fra sin Couchsurfing-vært. Manden blev idømt 10 års fængsel. 
2. I juli 2012 indrømmede en Couchsurfing-vært fra Marseille overfor politiet at have installeret et kighul til sit badeværelse hvorigennem han havde udspioneret og videofilmet unge kvindelige surfere som han var vært for mens de anvendte badeværelset. Manden indrømmede ydermere at have givet dem sæbe indeholdende syre for at fremprovokere kløe og at han havde tilbudt dem mad med bedøvende midler. Derefter havde han forgrebet sig på dem seksuelt mens de sov. Surferne havde, pga. de bedøvende midlers effekt, ingen erindring herom dagen efter. 
3. D. 26. marts 2013 blev en Couchsurfing-vært anholdt af portugisisk politi for en voldtægt som havde fundet sted i Lissabon. 
4. I 2013 blev en populær Couchsurfing-vært og Ambassadør fra Chicago ekskluderet fra Couchsurfing.com efter at et betydeligt antal kvinder havde rettet henvendelse til siden vedrørende hans særdeles upassende opførsel. Denne sag understreger tydeligt problematikken ved sidens sikkerhedsforanstaltninger som ikke virker efter hensigten. Dette ses tydeligt idet at den pågældende bruger netop havde opnået den særligt høje Ambassadør-status.  
5. I november 2013 blev en fransk surfer dømt for at have stjålet kreditkort, kontanter, bankchecks og ejendele fra 58 forskellige ofre i et antal byer i Frankrig. Langt hovedparten af ofrene havde personen mødt via Couchsurfing.com. Surferen benyttede falske Facebook-profiler til at true sine ofre bagefter.  
6. I december 2013 blev en surfer anholdt i Jing'an-distriktet i Shanghai efter at have stjålet og videresolgt kameraer og computere tilhørende hosts fra Beijing og Shanghai.
7. En britisk mor til to blev bedøvet med euforiserende stoffer og derefter voldtaget ved et ophold hos en 37-årig Couchsurfing-vært i Norge. Værten var tidligere blevet dømt for voldtægt. Politiet undersøgte også potentielt misbrug af kvindens to børn men fandt ikke bevis herfor. Manden blev dømt for at have bedøvet og voldtaget kvinden. 
8. En af de største misbrugssager i Couchsurfing-regi omhandler en tidligere politibetjent fra Padua, Italien. Dino Maglio var vært for hundredvis af unge kvinder og der er nu ingen tvivl om at han bedøvede og voldtog et stort antal af disse - nogle ofre var mindreårige. Flere af ofrene havde ingen eller kun begrænset erindring om angrebene bagefter netop pga. det anvendte bedøvelsesmiddel. Til at begynde med fik sagen nærmest ingen konsekvenser for Maglio som under husarrest fortsatte med at opsøge og tillokke sig unge kvinder under påskud af at være troværdig i kraft af sin ansættelse ved politiet. På trods af at flere unge kvinder kontaktede politiet vedrørende Dino Maglio, gik der længe førend noget blev gjort ved hans færden. Dette skyldtes bl.a. manglende viden hos politistyrkerne om muligheden for internationalt samarbejde samt sagens kompleksitet. Flere ofre oplevede først at få flashbacks flere dage efter at have forladt Italien og kunne derfor ikke anmelde Maglio til de italienske myndigheder. Dino Maglio afsoner i øjeblikket en dom på seks et halvt års fængsel men kan formodentlig se frem til yderligere anklager idet flere tidligere ofre nu har fundet modet til at stå frem. Couchsurfing.com modtog også henvendelser vedrørende Dino Maglio, og flere ofre efterlod negative referencer på hans profil. Flere af disse blev dog fjernet af Couchsurfing.com efter at Maglio klagede og såede tvivl om deres ægthed. 
9. En 35-årig mandlig Couchsurfing-vært blev i november 2014 anholdt og sigtet for to forhold: at have bedøvet og seksuelt forulempet en mandlig surfer i maj 2014 samt at have seksuelt forulempet en mandlig surfer i september 2014 i New Zealand. Manden er ydermere sigtet for tyveri samt at have filmet et af overgrebene på video.